# Takeo Takagi
Takeo Takagi (Japans: 高木 武雄, Takagi Takeo) (Iwaki, 25 januari 1892 – Saipan, 8 juli 1944) was een admiraal van de Japanse Keizerlijke Marine die tijdens de Tweede Wereldoorlog vocht in de Slag in de Javazee de Slag in de Koraalzee en de Slag om Midway. Hij sneuvelde in de Slag om Saipan.

## Loopbaan
Takagi studeerde in 1911 af aan de Academie van de Japanse Keizerlijke Marine als 17e van 148 cadetten. Als adelborst diende hij op de kruiser Aso en op het slagschip Shikishima.
Als adelborst diende hij op de kruiser Asama en op het slagschip Kawachi.
Als luitenant diende hij op de onderzeeboot S-15.
Hij volgde een bijkomende opleiding in navigatie en torpedo's en werd dan kapitein op de onderzeeboot S-24.
Hij studeerde tot 1923 voort aan het College voor Oorlog op Zee en kreeg als lieutenant commander het bevel over de onderzeeboten Ro-28 en Ro-68. In 1928 werd hij commandant en werkte hij bij de generale staf. In 1931 maakte hij een studiereis naar de Verenigde Staten en naar Europa. In 1932 werd hij kapitein-ter-zee.
In 1933 kreeg hij het bevel over de kruiser Nagara en in 1936 de Takao en in 1937 over het slagschip Mutsu. Op 15 november 1938 werd hij schout-bij-nacht. In 1939 werd hij hoofd van de 2e sectie van de generale staf.

## Tweede Wereldoorlog
Eind 1941 ondersteunde hij vanop zee de Slag om de Filipijnen. Takagi ondersteunde ook de landingen op Java en Nederlands-Indië.
In de Slag in de Javazee bracht hij twee kruisers en drie torpedobootjagers tot zinken en verloor zelf één torpedobootjager.
Van 6 september 1941 tot 10 november 1942 voerde hij het bevel over de 5e divisie kruisers.
In de Slag in de Koraalzee voerde hij het bevel over de kruisers Myōkō en Haguro.
Hij leidde de 5e divisie kruisers in de Slag bij Midway.
In november 1942 werd hij bevelhebber over het district Mako en in april 1943 over het district Takao.
Op 21 juni 1943 werd hij bevelhebber over de 6e vloot onderzeeboten in de Marianen. Begin 1944 verlegde hij zijn hoofdkwartier van de Chuukeilanden naar Saipan.
Hij sneuvelde in de Slag om Saipan en kreeg postuum promotie tot admiraal.

## Militaire loopbaan
- Adelborst (海軍少尉候補生 Kaigun shōi kōhosei), Japanse Keizerlijke Marine: 18 juli 1911[5]
- Luitenant ter Zee 3e klasse (海軍少尉 Kaigun-shōi), Japanse Keizerlijke Marine: 1 december 1912[5]
- Luitenant ter Zee 2e klasse (海軍中尉 Kaigun-chūi), Japanse Keizerlijke Marine: 1 december 1914[5]
- Luitenant ter Zee 2e klasse (oudste categorie) (海軍大尉 Kaigun-daii), Japanse Keizerlijke Marine: 1 december 1917[5]
- Luitenant ter zee 1e klasse (海軍少佐 Kaigun-shōsa), Japanse Keizerlijke Marine: 1 december 1923[5]
- Kapitein-luitenant ter zee (海軍中佐 Kaigun-chūsa), Japanse Keizerlijke Marine: 10 december 1928[5]
- Kapitein-ter-zee (海軍大佐 Kaigun-daisa), Japanse Keizerlijke Marine: 1 december 1932[5]
- Schout-bij-nacht (海軍少将 Kaigun-shōshō), Japanse Keizerlijke Marine: 15 november 1938[5]
- Viceadmiraal (海軍中将 Kaigun-chūjō), Japanse Keizerlijke Marine: 1 mei 1942[5]
- Luitenant-admiraal (大元帥 Kaigun-taishō), Japanse Keizerlijke Marine: 8 juli 1944[5]

## Onderscheidingen
- Orde van de Rijzende Zon
  - Tweede Klasse[6]
  - Vierde Klasse[7]
- Orde van de Gouden Wouw
  - Tweede Klasse[8]
- Commandanten insigne[9]
- Badge voor Afgestudeerden van de Marine Staf College[9]
- 1937 China Incident medaille[9]
- Groot Oostelijke-Aziatische Oorlogsmedaille[9]